# Lago di Vobbietta
Il lago di Vobbietta o lago di Savio è un lago artificiale dell'Appennino ligure che si trova in val Vobbia. Venne costruito nel 1931 per l'approvvigionamento idrico della centrale elettrica di Isola del Cantone da Alessandro Savio. Si trova in frazione Vobbietta e viene utilizzato anche per la pesca alla trota. Il lago è stato negli anni intasato da materiale alluvionale.